# Panique en plein ciel
Pour plus de détails, voir Fiche technique et Distribution.
Panique en plein ciel (Miracle Landing, Atterrissage miracle) est un téléfilm américain réalisé par Dick Lowry en 1990.
Le téléfilm a été diffusé en France à plusieurs reprises par différentes chaînes hertziennes (TF1, M6) et du câble.

## Synopsis
L'histoire s'inspire de l'incident survenu à bord du vol 243 Aloha Airlines le 28 avril 1988. Le Boeing 737-200 devait relier Hilo à Honolulu, dans l'archipel d'Hawaii. En vol, une décompression explosive se produit et provoque l'arrachage d'une partie du fuselage de l'appareil. Le pilote réussit à effectuer un atterrissage d'urgence à Kahului Airport, à Maui. Le bilan fait état d'une dizaine de blessés mais d'une seule perte humaine, l'hôtesse de l'air C. B. Lansing, aspirée lors de l'arrachage, à laquelle le téléfilm est dédié.
Le récit suit trois membres de l'équipage.
- Madeleine "Mimi" Tompkins, copilote chez Paradise Airlines, qui est en passe de devenir commandant de bord, faisant d'elle la première femme pilote dans l'histoire de la compagnie aérienne.
- Le commandant de bord Robert "Bob" Schornstheimer que le spectateur découvre lors d'un moment de détente sur son yacht avec sa femme.
- L'hôtesse de l'air Michelle Honda, introduite lors d'une séance de peinture avec sa jeune fille vêtue d'un costume hawaïen traditionnel.

Le vol 243 de Paradise Airlines relie deux îles de l'archipel d'Hawaii : il décolle d'Honolulu pour atterrir à Hilo et revenir à Honolulu le même jour. Les personnages sont présentés durant plusieurs scènes de préparation du vol, tandis que les passagers sont présentés lors de leur enregistrement.
Après le décollage, le service de vol commence. Tout se passe bien jusqu'à ce qu'un jeune garçon, David, appelle C. B. pour lui faire remarquer une fêlure suspecte. C'est à ce moment-là qu'une aspiration brutale se produit et qu'une partie du fuselage du dessus se détache. Michelle se retrouve au sol et s'agrippe à un siège ; C.B. a été aspirée et les passagers sont blessés par la dépressurisation et le chaos qui s'ensuit. Jane fait tout ce qu'elle peut pour se cramponner à un siège ; les masques à oxygène sont tombés mais ne sont d'aucune utilité. Dans le poste de pilotage, on ne sait pas trop ce qui vient de se produire : Mimi et Bob contactent l'aéroport de Kahului pour un atterrissage d'urgence.
Le téléfilm se poursuit avec différents flashbacks quand les pilotes pensent qu'ils vont s'écraser. Dans la cabine, c'est le chaos et la panique. Des gilets de sauvetage sont distribués dans l'optique d'un amerrissage. La tour de contrôle prévient les services d'urgence de se tenir prêts à intervenir. Les pilotes parviennent finalement à mettre en place un atterrissage d'urgence.
L'avion finit par se poser avec des freins et un système hydraulique défectueux. Par miracle, aucun feu ne se produit à l'atterrissage et les services de secours sont prêts à accueillir les blessés.

## Fiche technique
- Titre : Panique en plein ciel
- Titre original : Miracle Landing
- Réalisation : Dick Lowry
- Scénario : Garner Simmons
- Musique : Mark Snow
- Producteur : Dick Lowry
- Distributeur : CBS Television
- Pays d'origine : États-Unis
- Langue : anglais
- Durée : 85 minutes

## Distribution
- Connie Sellecca : Madeleine "Mimi" Tompkins (copilote)
- Wayne Rogers : Robert "Bob" Schornstheimer (commandant de bord)
- Ana Alicia : Michelle Honda (hôtesse de l'air)
- Kate Jackson : Laurie Ann Pickett (hôtesse de l'air)
- Nancy Kwan : Clarabelle "C.B." Lansing (hôtesse de l'air en chef)
- James Cromwell : B.J. Cocker
- Jay Thomas : Ed Meyer (superviseur du contrôle aérien de Maui)
- Armin Shimerman : Rick (contrôleur aérien de Maui)

## Autour du film
- Le véritable nom de la compagnie aérienne - Aloha Airlines - n'est pas utilisé dans le téléfilm. L'avion (numéro d'enregistrement N70723) porte les couleurs de la compagnie factice Paradise Airlines.
- Pendant le tournage, Ana Alicia, qui jouait le rôle d'une hôtesse de l'air, s'est cassé une côte et a eu des problèmes respiratoires à cause de la fumée utilisée pour les effets spéciaux.